# قناص العيون
قناص العيون أو صائد العيون (إسمه محمود صبحي الشناوي وشهرته الشناوي) هو لقب أطلق على ضابط أمن مركزي مصري بعد ظهوره في مقطع فيديو  صوّر لأحداث شارع محمد محمود مصوبا ببندقية باتجاه متظاهرين، إنطلقت حملة شعبية عنوانها ابحث مع الشعب وهي الحملة التي كشفت عن هويته وولدت ضغوط أدت إلى القبض عليه ومحاكمته.
وقد أظهر مقطع الفيديو أحد أفراد الشرطة وهو يثني على الضابط بعد تصويبه في اتجاه المتظاهرين وإصابته عين أحدهم قائلا «جت في عينه يا باشا، جدع يا باشا». لقد أنطلقت الحملة بعد اصابة عدد من المتظاهرين في أعينهم اثناء اشتباكات محمد محمود في شهر نوفمبر 2011 مما أدى إلى فقدان بعضهم لها.
تم إحالة الشناوي إلى محكمة الجنايات في شهر أبريل 2012، أي 6 شهور منذ اندلاع الأحداث، لاتهامه بالقتل المتعمد والشروع في القتل.
و كان قد تم تجديد حبسه 9 مرات على ذمة القضية ولكنه لم يتم القبض عليه بالفعل، وقد رفضت وزارة الداخلية عرضه على النائب العام في البداية للتحقيق معه وتم التحفظ عليه في مكان مجهول، في الوقت نفسه، أدلى وزير الداخلية حينئذ منصور العيسوي بتصريحات للصحافة قائلا بأنه سوف يتم ملاحقته مبينا أنه قد غير مكان إقامته لتلقيه تهديدات وهو ما اعترف به الشناوي أثناء التحقيقات.
وفي أثناء التحقيقات، التي تمت في مكان مجهول بحراسة رجال الشرطة، نفى الشناوي تصويبه الخرطوش في اتجاه أعين المتظاهرين قائلا انه كان يطلق طلقات دفع فقط في الهواء عندما يقترب المتظاهرون من محيط وزارة الداخلية، وقد قال معلقا على الفيديو إنه لا يعرف إن كان تعليق الشرطي موجه له أو لشخص آخر، مؤكدا بذلك انه كان في مسرح الأحداث، وظل فترة في الحبس الإحتياطى.
أحداث محمد محمود شهدت الكثير من الإصابات في العيون وكان هذا الفيديو الوحيد الذي يوثق العمليات، وكان قد تم اصابة عدد من المتظاهرين بإصابات في العين مثل: أحمد حرارة، مالك مصطفى، أحمد عبد الفتاح.
في الخامس من مارس 2013 أصدرت محكمة جنايات القاهرة قراراً بسجنه لمدة ثلاث سنوات وإلزامه بالمصروفات بعد إدانته بقنص عيون المتظاهرين في 2011. وبالطعن على الحكم، قررت محكمة النقض براءة المتهم، واختفى الشناوي عن الأنظار بعد قرار البراءة، إلا أنه استمر في الخدمة.